# Bundesautobahn 38
Pour les articles homonymes, voir A38.
La Bundesautobahn 38 (ou BAB 38, A38 ou Autobahn 38) est une autoroute allemande mesurant 219 kilomètres et reliant l'autoroute A7 près de Göttingen à Leipzig.